# Axel Herbst
Pour les articles homonymes, voir Herbst.
Axel Herbst, né le 10 octobre 1918, et mort le 3 avril 2016, est un diplomate allemand. Il a été ambassadeur d'Allemagne en France de 1976 à 1983